# Stazione di Gossau SG
La stazione di Gossau SG (in tedesco Bahnhof Gossau SG) è una stazione ferroviaria nel comune svizzero di Gossau sulle linee San Gallo-Winterthur, Sulgen-Gossau e Gossau-Appenzello.

## Storia
La stazione fu attivata il 15 febbraio 1856, in occasione dell'apertura della tratta Flawil-Winkeln della ferrovia tra San Gallo e Appenzello, allora appartenente alla Sankt Gallisch-Appenzellischen Eisenbahn (SGAE). L'edificio della stazione, con tetto a capanna, era sostanzialmente identico a quello esistente a Flawil. Il primo orario offriva tre collegamenti ferroviari in entrambe le direzioni da e per San Gallo. Il viaggio verso San Gallo durava 27 minuti.  

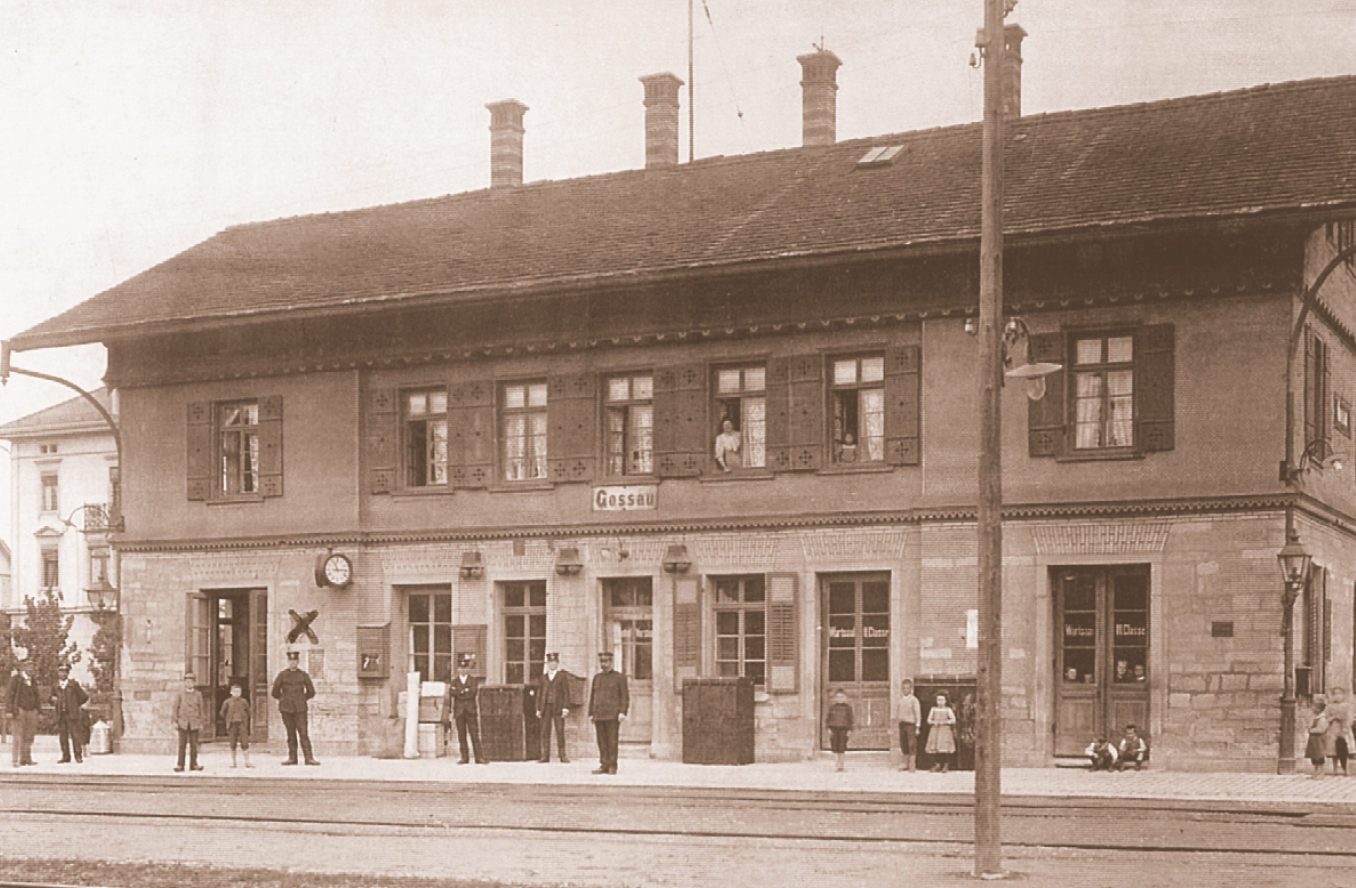
Il fabbricato viaggiatori della stazione originale del 1856.

Gli edifici della SGAE, realizzati sotto la direzione dell'architetto Ludwig Bitzer, furono costruiti all'insegna della massima economia. Tuttavia, la mancanza di fondi costrinse la SGAE a fondersi, cosicché il 1º maggio 1857 la linea e la stazione di Gossau passarono in possesso delle Ferrovie Svizzere Unite (FSU). Nel 1876, quando la ferrovia per Sulgen entrò in funzione, Gossau divenne una stazione secondaria. Nel 1887, la stazione fu dotata di un binario di incrocio. Dieci anni dopo, si verificò un deragliamento presso la stazione. Nel 1902 le FSU furono nazionalizzate e la stazione passò in possesso delle FFS.
Dal 1910, la tratta Herisau-Winkeln della ferrovia Gossau-Appenzello (AB) dovette affrontare la concorrenza della nuova ferrovia Bodensee-Toggenburg (BT). In sostituzione, la AB costruì una nuova linea da Herisau a Gossau, rendendo Gossau una stazione di interscambio, al posto di Winkeln. In questa occasione, la stazione di Gossau fu spostata al margine meridionale del villaggio. Con l'apertura della nuova stazione comune delle FFS e dell'AB (situazione tuttora esistente), il 1º ottobre 1913, l'AB iniziò a gestire anche i servizi tra Gossau e Herisau, vennero eliminate le fermate dei treni classificati come "espresso" a Winkeln e vennero potenziati i collegamenti con Zurigo e Bischofszell.

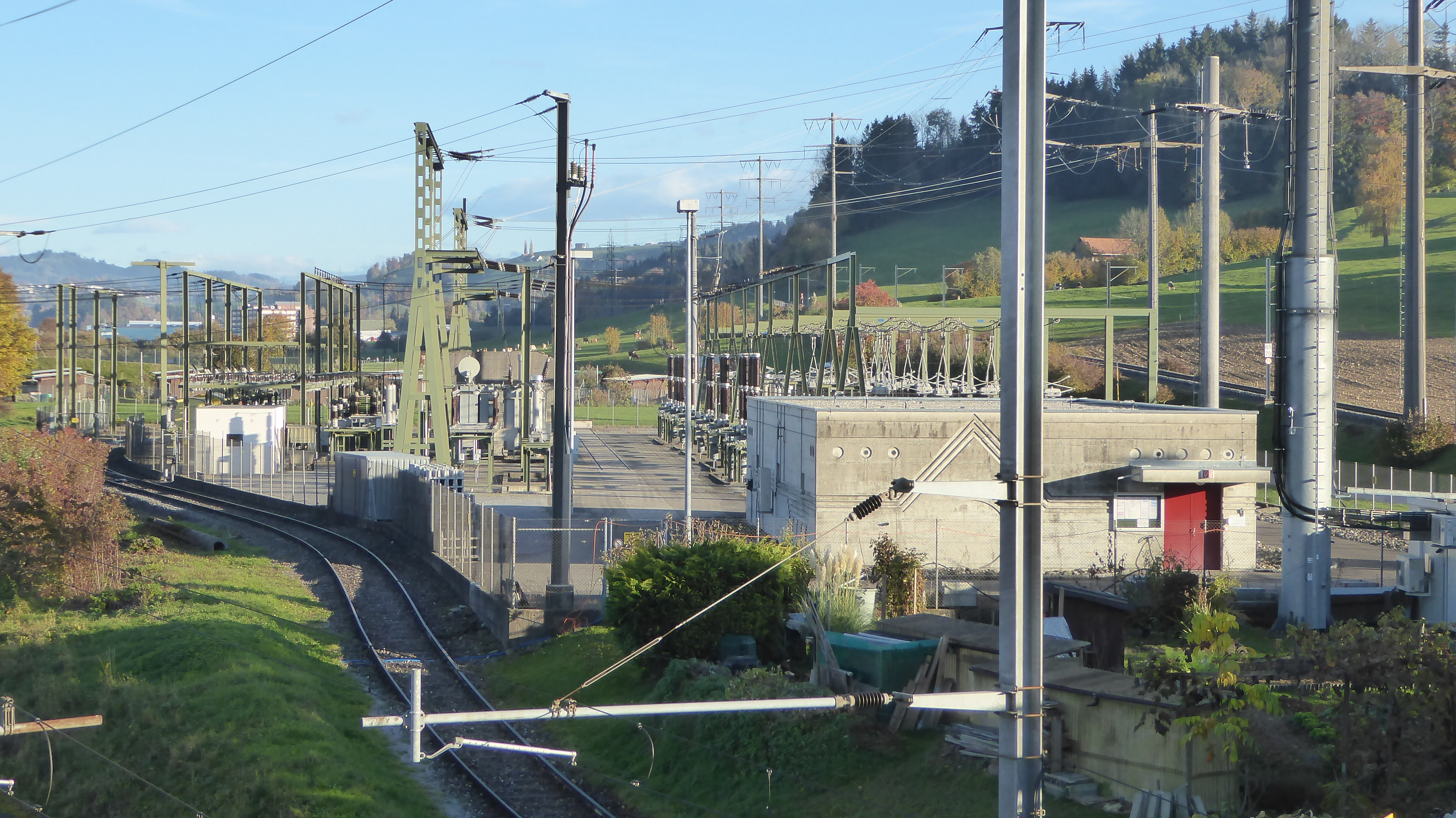
Sottostazione elettrica FFS di Gossau SG.

Nel 1927 aprì la sottostazione elettrica ferroviaria di Gossau, a partire dagli anni 1930 le linee che attraversano la stazione di Gossau iniziarono a essere elettrificate e negli anni 1990 la stazione e la sua sottostazione furono coinvolte in lavori di ristrutturazione.

## Strutture e impianti
La stazione dispone di quattro binari dotati di marciapiede per il servizio passeggeri. I binari a scartamento normale delle FFS sono: il binario 1 servito dalla banchina principale, dai binari 3 e 4 serviti da una banchina a isola e dal binario passante 5. I treni a lunga percorrenza e quelli della S-Bahn diretti a San Gallo viaggiano sul binario 3, mentre i treni diretti a Wil e Weinfelden, che viaggiano in direzione opposta, viaggiano sul binario 4.
I binari serviti dalla banchina a isola dell'Appenzeller Bahnen a scartamento ridotto sono numerati 11 e 12 per i treni da e per Wasserauen. La stazione è dotata di un ampio fabbricato viaggiatori delle FFS e di due banchine a isola. Per quanto riguarda il traffico merci, a nord-est della stazione di Gossau si trovano ampi binari di raccordo che consentono l'accesso ai centri di distribuzione dei rivenditori Migros e Coop, tra gli altri. Nel 2012 le FFS hanno aperto un altro terminal di trasbordo per il trasporto combinato, poi ampliato.
All'estremità occidentale della sezione a scartamento ridotto della stazione delle Appenzeller Bahnen (AB) si trovava una piattaforma girevole con un diametro di nove metri, che divenne superflua nel 1933 con l'elettrificazione della ferrovia Gossau-Appenzello. Nel 1978, AB costruì un impianto a cavalletto a rulli, rimasto in funzione fino al 2003, quando è stato sostituito da una rampa per carrelli a rulli per la consegna di veicoli a scartamento metrico su carrelli a rulli a scartamento normale.

## Movimento
La stazione è servita da treni a lunga percorrenza e regionali operati da SBB, dalla sua controllata Thurbo e da Appenzeller Bahnen. Nel 2018, la stazione ha avuto un traffico giornaliero medio di 10 190 viaggiatori. Al 2024, le seguenti linee fermano a Gossau SG:
- InterCity 1: treni a cadenza oraria sulla relazione Ginevra Aeroporto - Berna - Zurigo Centrale - San Gallo;
- InterRegio 13: treni ogni 30 minuti sulla relazione Zurigo Centrale - San Gallo - Coira;
- Treni regionali Thurbo sulla relazione Zurigo - San Gallo;
- Treni notturni sulla relazione Sankt Margrethen - Winterthur;
- Treni sulle linee S1 (Wil - Sciaffusa), S5 (Weinfelden - Sankt Margrethen) e S23 (Gossau - Wasserauen) della rete celere di San Gallo.

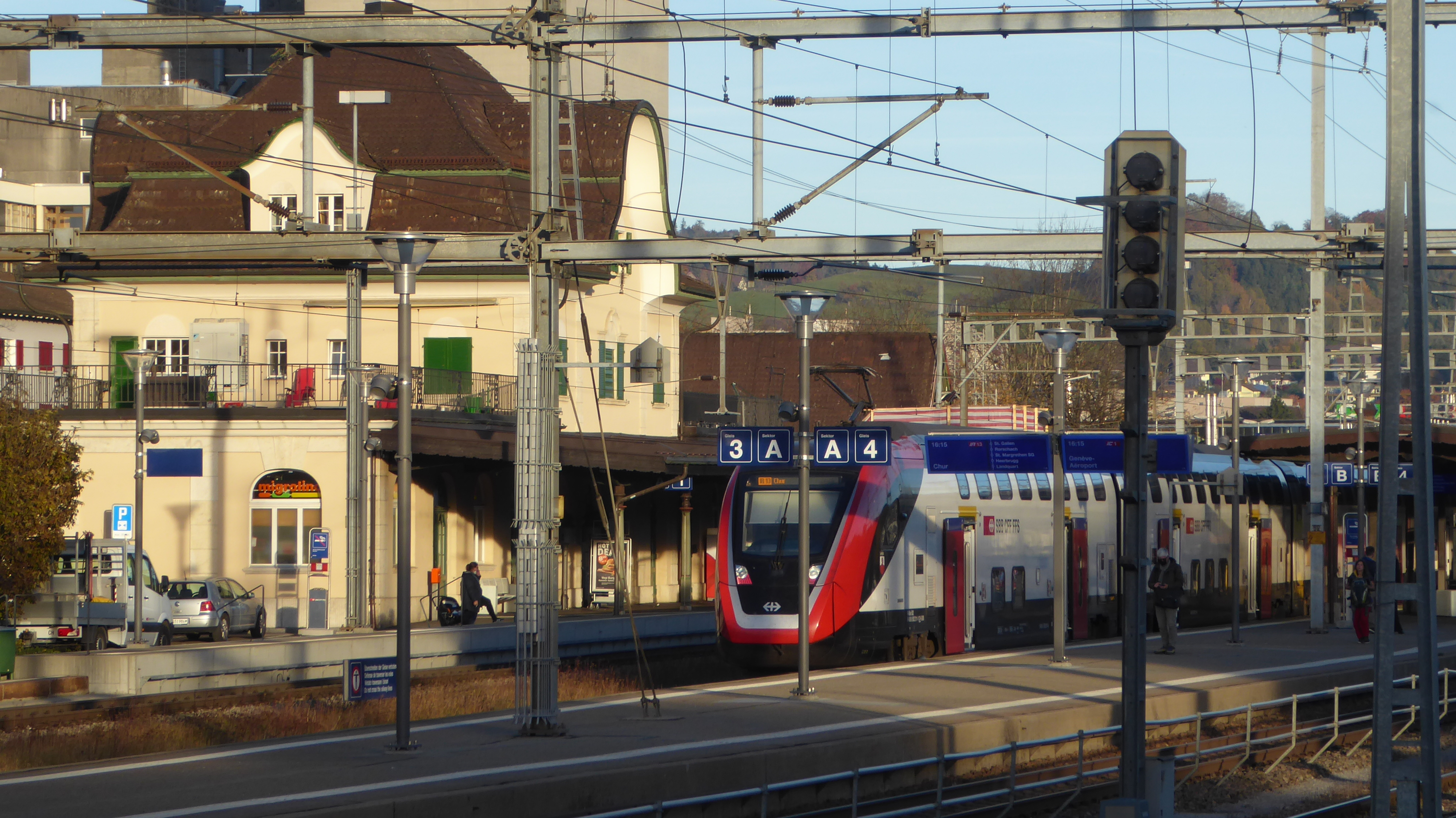
Treno InterCity Bombardier TWINDEXX Swiss Express a Gossau SG.

## Servizi
Nella stazione sono presenti:
- Biglietteria
- Sala d'attesa
- Deposito bagagli automatico
- Supermercato

## Interscambi
- Fermata autobus[4]